# 合田正和
合田 正和（ごうだ まさかず、1977年12月22日 - ）は、香川県観音寺市（伊吹島）出身でXリーグの相模原ライズ所属のアメリカンフットボールプレイヤー、二子山部屋所属の元大相撲力士。ポジションはOL（オフェンスライン）、身長191cm、体重135kg。大相撲時代の四股名は貴伊吹（たかいぶき）、最高位は序二段80枚目。

## 来歴
伊吹中学校在籍時は陸上部に所属し、砲丸投げで県大会優勝。
中学時代から巨漢であったため大相撲の二子山親方（元大関貴ノ花）にスカウトされ角界入り。1993年3月場所、貴伊吹の四股名で初土俵。1994年5月場所で自己最高位の序二段西80枚目。1995年3月場所限りで引退、帰郷。
その後尽誠学園高等学校に入学し、再び陸上部砲丸投げ選手となる。2年生の時、四国高等学校選手権大会で優勝、インターハイにも出場した。
高校卒業後、立命館大学に進学し、アメリカンフットボールを始める。
大学卒業後、社会人アメフトXリーグのオンワードスカイラークスに加入。
2004年にNFLヨーロッパの実技試験に合格。
ベルリン・サンダー所属時の2005年、オフェンスライン選手としては日本人初のNFLヨーロッパの試合に出場した。